# Morpheos Rupes
Morpheos Rupes es el nombre de una falla geológica sobre la superficie de Marte. Rodeada por cráteres, Morpheos Rupes está localizada con el sistema de coordenadas centrados en -35.54 grados de latitud Norte y 129.06 grados de longitud Este. El nombre fue aprobado por la Unión Astronómica Internacional en 1982 y hace referencia al dios de los ensueños en el griego antiguo, Morfeo.

## Características
Morpheos Rupes es un escarpe de 400 kilómetros (248,5 mi) de largo y llega a tener hasta 500 metros (1640,4 pies) de altura. Forma el acantilado norte de Eridania Planitia. Sus características señalan que Morpheos Rupes era un pequeño mar o un lago de gran tamaño, a donde fluían los pequeños valles fluviales y los grandes volúmenes de agua de Reull Vallis que atravesaban los acantilados de Morpheos, con las olas de este cuerpo de agua rompiendo en la base de los acantilados. En el presente existen depósitos de polvo atrapados en las laderas escarpadas. Al igual que otras escarpas y cordilleras anchas del cuadrágulo, Morpheos Rupes, está rodeado de impactos remanentes y características tectónicas.